# 寺平村
寺平村位于浙江省金华市婺城区汤溪镇。早在元末明初，寺平村的先祖就迁居于此繁衍生息，距今已有七百余年的历史。村内保留有丰富完整的民居格局和多处完整的厅堂建筑，具有十分浓厚的徽派建筑风格特点，被誉为“中国最漂亮砖雕民居村”。2010年，寺平村被列入第五批中国历史文化名村，2013年5月，寺平村乡土建筑被列入第七批全国重点文物保护单位。